# ヤロスラフ・ピトナー
ヤロスラフ・ピトナー（Jaroslav Pitner、1926年 - 2009年3月20日）は、チェコスロバキアのアイスホッケーコーチ。アイスホッケーの将軍と称された。
彼はチェコスロバキア代表チームを率いて、1972年のアイスホッケー世界選手権にて優勝。冬季オリンピックのアイスホッケー競技においてもグルノーブルオリンピックで銀メダル、札幌オリンピックでも銅メダルを獲得した。